# Lochmaeus
Lochmaeus is een geslacht van vlinders van de familie tandvlinders (Notodontidae).

## Soorten
- L. bilineata Packard, 1864
- L. manteo Doubleday, 1841